# Боженар Віктор Акимович
Віктор Акимович Боженар (6 лютого 1940, Бахмут, Донецька область — 16 жовтня 2012, Київ) — радянський та український баскетбольний тренер, заслужений тренер СРСР та Заслужений тренер України.

## Життєпис
Народився 6 лютого 1940 року в місті Бахмут. У 1958 році закінчив Миколаївський кораблебудівний інститут, згодом навчався в аспірантурі.
З 1950 року почав займатися баскетболом в дитячо-юнацькій спортивній школі у Миколаєві.
З 1962 року — конструктор в союзному проектному бюро «Машпроект», там же почав виступати за баскетбольну команду підприємства, яка через кілька років була передана в товариство «Спартак».
З 1967 року — головний тренер миколаївського «Спартака», під його керівництвом в 1972 році клуб вийшов в першу лігу, в 1976 році — у вищу радянську баскетбольну лігу.
У 1976 році запрошений головним тренером київського баскетбольного клубу СКА, найвище досягнення клубу під його керівництвом — 4-е місце на чемпіонаті СРСР в сезоні 1979/80.
У 1980—1986 роках працював в Держкомітеті УРСР з фізкультури і спорту, був тренером українських баскетбольних збірних команд. Керовані ним збірні двічі ставали чемпіоном Спартакіади народів СРСР (1983 і 1986) і один раз — срібним призером. У сезон 1986/87 — другий тренер молодіжної збірної СРСР.
У 1988—1990 роках працював головним тренером «Будівельника», під його керівництвом команда в 1988 році завоювала бронзові медалі, а в 1989 році стала чемпіоном СРСР. Також в ці роки клуб зробив турне по США, провівши серію ігор із клубами Континентальної баскетбольної асоціації.

## Політична діяльність
Згодом зайнявся суспільно-політичною діяльністю. У 1990-х рр. був радником Голови Верховної Ради України з питань національної безпеки і міжнародної економіки Олександра Мороза. Під час президентської передвиборної компанії 1994 року одночасно був позаштатним консультантом Президента Леоніда Кравчука і радником Олександра Мороза. 
З 29 вересня по 6 жовтня 1994 року в складі делегації Верховної Ради України перебував у США, на запрошення Конгресу США. У складі спортивних, урядових і ділових делегацій відвідав 27 країн світу (Канада, США, Південна Корея, Сінгапур, ПАР, Намібія, Ізраїль, Судан, Туреччина, Ірак та інші), зустрічався з високопосадовцями, керівниками компаній (таких як "Мерріл Лінч "," Лукойл "," Бетхел " та інші) і бізнесменами різних країн. Серед них: віце-президент США Альберт Гор, представники Держдепартаменту, Міністерства фінансів і Міністерства торгівлі США, члени уряду і Державної Думи РФ. В середині 90-х, Боженар робив доповідь перед Радою національної безпеки США!
У 1995 році піддавався арешту за звинуваченням у використанні в цілях особистого збагачення пільгових кредитів виділених об'єднанню «Труд», головою якого він був.

## Автор праць
- «Розвиток. Людина і суспільство»[7]
- Практичні поради для тренера юних баскетболістів [Текст] : [лише необхід. вправи, комбінації, плани тренувань та рек. для тренерів] / Кейт Мініскалко, Грег Кот ; [пер. з англ. Віктора Боженара, укр. пер. Наталії Мурашової ; вступ. сл. Олександра Волкова]. - Київ : Друкарня Вольф : Федерація баскетболу України, 2014. - 169 с.

## Нагороди та звання
- Медалі ««За трудову відзнаку»» та «За ратну доблесть»
- Заслужений тренер УРСР (1973)
- Заслужений тренер СРСР (1988)